# Aユニット

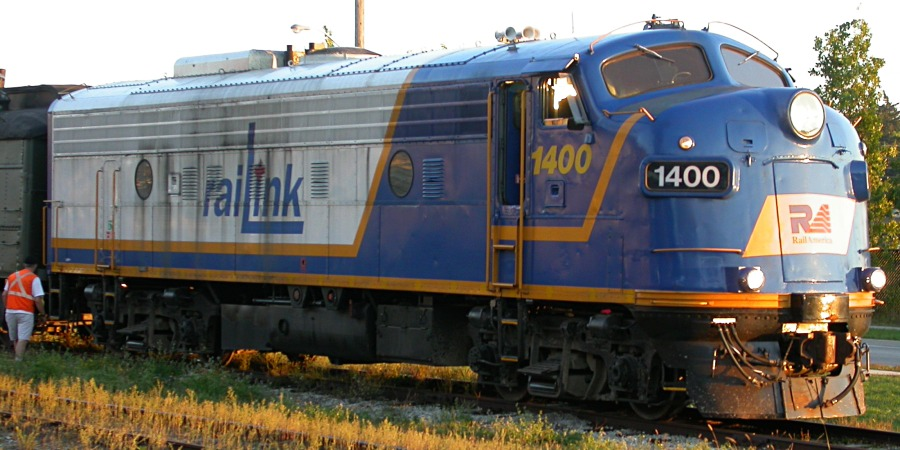
マッケンジー・ノーザン鉄道所有のEMD FP9。典型的なAユニットの車体を持つ。

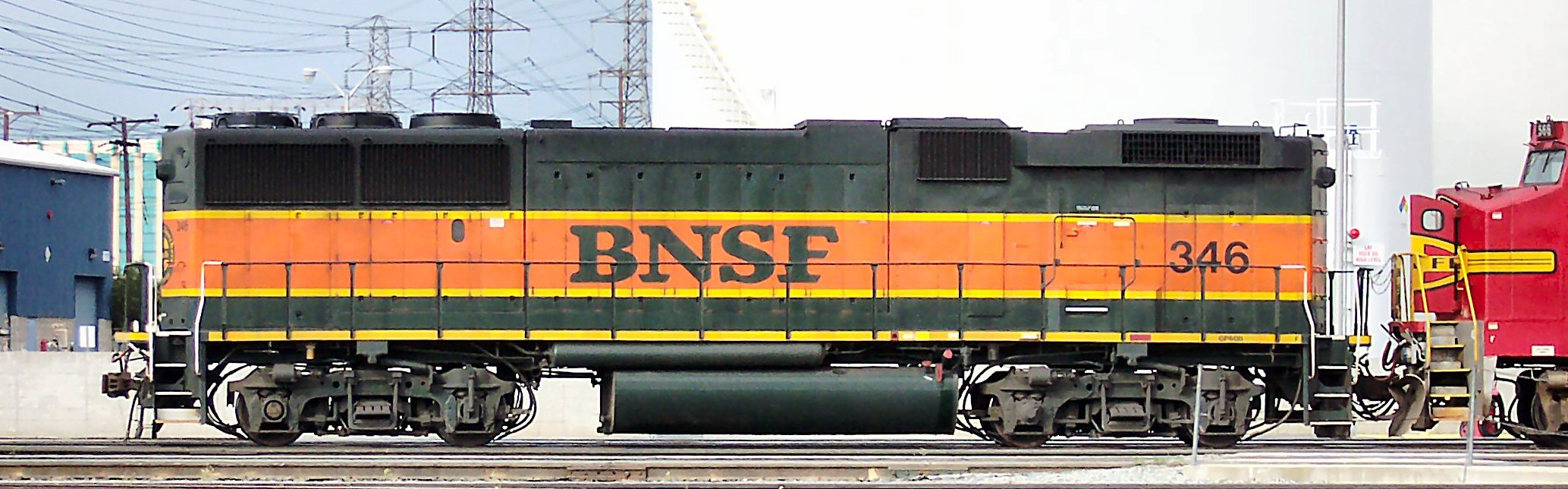
フード・ユニット形でのBユニットの例。
EMD GP60B。GP60の運転台なしバージョン。

Aユニット(A unit)とは、主に北米において、運転室を片側にのみ配置した電気式ディーゼル機関車をいう。運転室のないBユニットを自車とともに操作できるシステムを搭載している。

## 解説
Aユニットには運転室と操作機器が装備されるほか、乗務員用のエアコンやラジオ、トイレまで装備されている車両もある。Bユニットは、これらのない、動力と走行装置だけを持つ機関車である。
この「Aユニット」という用語は、キャブ・ユニットタイプにのみ使われる。フード・ユニットタイプのロード・スイッチャーは、基本的に運転室を装備しているので「Aユニット」とはいわないが、運転室のないものは「Bユニット」という。運転室だけでなく、エンジンも持たないスラッグとの違いに注意されたい。
ときに、AユニットをBユニットに改造することがある。例えばAユニットが事故で運転室部分を損傷したときに、運転室を省いて修復し、Bユニットとすることがある。希に、BユニットからAユニットに改造することもある。シカゴ・アンド・ノース・ウェスタン鉄道(CNW)は、ユニオン・パシフィック鉄道(UP)からEMD E8Bを数両購入して改造した例があり、クランドール・キャブと呼ばれている。